# Patamacca
Patamacca est un ressort situé dans le district de Marowijne, au Suriname. Au recensement de 2012, sa population est de 427 habitants.